# Alouatta coibensis
L'aluatta dell'isola di Coiba (Alouatta coibensis Thomas, 1902) è un primate platirrino della famiglia degli Atelidi.
Nonostante venga tradizionalmente classificata come specie a sé stante, recenti studi del DNA mitocondriale hanno dimostrato che con buona probabilità si tratta di una sottospecie di Alouatta palliata: se così fosse, la sottospecie nominale diverrebbe Alouatta palliata coibensis, mentre A. coibensis trabeata diverrebbe A. palliata trabeata.

## Distribuzione
Con due sottospecie (Alouatta coibensis coibensis Thomas, 1902 e Aoluatta coibensis trabeata Lawrence, 1933) vive unicamente sulla costa pacifica di Panama: in particolare la sottospecie nominale è endemica delle isole di Coiba e Jicaròn, mentre A. coibensis trabeata vive unicamente sulla penisola di Azuero.

## Descrizione
Questi animali sono più piccoli rispetto alle altre scimmie urlatrici continentali, a causa del lungo tempo trascorso vivendo in zone con scarsità di predatori e con risorse limitate, fattori questi che hanno favorito una riduzione della taglia. Quest'ultima si mantiene comunque attorno al metro di lunghezza, di cui metà spetta alla coda prensile.

La sottospecie nominale ha il mantello di colore bruno chiaro: nella sottospecie trabeata, invece, il colore è più scuro e sono inoltre presenti due bande dorate che percorrono i fianchi.